# Clair Ignác
Clair Ignác (Milánó, 1794. augusztus 2. – Pest, 1866. október 4.) francia származású magyar tornatanár és vívómester.

## Élete
Milánóban és Párizsban járt iskolába, majd a katonáskodást választotta. Gárdatisztként volt résztvevője I. Napóleon több hadjáratának. Miután a gárdát feloszlatták, Ausztriába ment, ahol céllövészetet, tornát, illetve vívást oktatott. 1816-ban Pesten telepedett le, majd megnyitotta magánjellegű testgyakorlóiskoláját, mely egyaránt foglalkoztatott fiúkat és lányokat. Az intézetből 1839-ben részvénytársaság lett, amely működése során többször változtatott nevet (Pesti Gymnastikai Rt., Pesti Nemzeti Testgyakorló Egylet, Pester Gymnastische Schule, Pesti Testgyakorló Egylet), majd 1866-ban a Bakody Tivadar által létrehozott Pesti Torna Egylettel egybeolvadt.
Clair Alajos (1826-1866) édesapja. Clair Vilmos (1858-1951) jogász, újságíró, párbajszakértő; az egyik legismertebb magyar párbajkódex szerzőjének nagyapja.